# Теорія мускульної напруги
Теорія мускульної напруги, або артикуляторна теорія складу — це мовознавча теорія, згідно з якою склад — це частина такту, яка вимовляється з єдиною мускульною напругою. 

## Загальний опис
Вперше висунув теорію мускульної напруги російський мовознавець Лев Щерба, говорячи про те, що склад утворюється завдяки артикуляторному м'язовому напруженню, яке зростає у напрямі до вершини складу (тобто голосного), а потім спадає на його межі. Цю теорію пізніше підтримали підтримали Моріс Граммон та Фуше; її також поділяли деякі українські мовознавці, серед них: М. Наконечний, В. Лобода та ін.